# Mujeres en el campo de la historia del arte
Las mujeres han sido profesionalmente activas en la disciplina académica de la historia del arte y han contribuido al importante cambio de principios del siglo XX en el que se empezó a implicar enfáticamente el cuerpo como tema visual, con Vernon Lee como ejemplo notable. Está demostrado que las historiadoras del arte del siglo XX (y conservadoras), escogieron estudiar a las mujeres artistas, aumentando de esta manera su visibilidad.

## Educación y ocupación
El ámbito académico profesional de las historiadoras de arte de Estados Unidos a principios de los 70, era muy superior al número de doctoras en historia de arte. Entre 1960 y 1969, el 30% de los doctorados eran mujeres, aumentando significativamente durante aquel periodo: entre 1960 y 1965 era del 27%, entre 1966 y 1967 remontó al 43,5%. Pero en 1970-1971, las historiadoras de arte en los departamentos de arte en los EE. UU. eran el 23,1% de las profesoras, el 21,6% de profesoras ayudantes, el 17,5% eran profesoras asociadas, y sólo el 11,1% de dedicación plena.
La presencia profesional de mujeres en la enseñanza de la historia del arte ha enriquecido la educación en sí misma ya que las mujeres estudiantes a veces consideraban necesario replantear una educación donde solo se daba el punto de vista masculino. Paula Harper, una de las primeras historiadoras del arte en introducir una perspectiva feminista en el estudio de la pintura y la escultura, compartió esta misma experiencia con la historiadora feminista Moira Roth al haberse sentido excluida. La discriminación contra las mujeres en el mundo del arte universitario, en sus departamentos y en los museos de arte fue, a principio de los años 70, la causa inmediata para la fundación del Women´s Caucus for Art (véase más abajo).
En un estudio estadístico sobre el empleo en las facultades de arte en EE. UU. publicado en 1977, Sandra Packard apuntó que "en los departamentos de arte el número de las mujeres decreció desde 1930" y el número de mujeres en las facultades de arte en institutos de educación superior "descendió de un 22% en 1963 a un 19,5% en 1974", y estadísticas sugerían que "a pesar de que las mujeres están concentradas en los niveles más bajos de las facultades de arte, son más las que tienen el grado de doctorado que sus colegas varones."

## Representación
El Women´s Caucus for Art (WCA), es una organización de historiadoras de arte, artistas, y conservadoras que se fundó en la reunión en 1972 de la Asociación de Arte Universitaria (CAA), pero se restableció como una organización independiente en 1974 después de que el CAA no les dejara utilizar el nombre de CAA. Según Judith Brodsky, el CAA era, en su tiempo, una organización dominada por hombres; aun así, en un artículo en 1977 se señalaba que el CAA cedió su espacio y tiempo al Caucus en su conferencia anual y en su revista de arte, Art Journal. Los objetivos de la organización incluyen proporcionar a las mujeres oportunidades de liderazgo y desarrollo profesional, expandiendo una red de networking y de exposiciones para las artistas, y en relación con este propósito se publicó un newsletter, en el que se anunciaban sesiones de conferencias y bases de datos de "arte y activismo". En 2012 el WCA celebró su 40.º aniversario y publicó un panfleto para la ceremonia de premios anual que también incluyó un número de reflexiones y ensayos históricos de las presidentas precedentes.

## Historiadoras de arte y teoría del arte feminista
Las expertas en arte feminista han argumentado que la función de las historiadoras del arte está conectada con el estudio de las mujeres artistas. En 1974, Lise Vogel observó que eran pocos los historiadores del arte feminista, y que las historiadoras de arte en general parecían poco dispuestas a aceptar las críticas más radicales que ofrecían las expertas feministas comprometidas. En un ensayo, en 1998, Corine Schleif argumentó que las mujeres expertas en feminismo deberían desafiar el canon del patriarcado, centrarse menos en el estilo y más en la evidencia de la autoría femenina, frente al punto de vista tradicional de la mirada masculina de la historia del arte. Los temas de las expertas en historia del arte están intrínsecamente conectados con las teorías del arte feminista; Kerry Freedman, por ejemplo, denunció que las "historiadoras del arte de las mujeres a menudo lo interpretan de manera diferente que sus colegas varones". Aun así, Carol Armstrong y Catherine de Zegher, en Women artists at the millennium (2006), argumentaron que en los años 80 algunas expertas en la historia del arte femenino consideraron el feminismo como una disciplina irrelevante.
En España, son varias las teóricas que han desarrollado su investigación en arte y feminismo, incorporando a su labor docente una visión feminista que rescate y propulse el arte realizado por mujeres con el fin de que se cumpla la ley de igualdad de género del artículo 14 promulgado por el estado español el año 2007. Algunas de estas teóricas historiadoras del arte son Rocío de la Villa fundadora en el año 2009 de la asociación Mujeres en las Artes Visuales (MAV), Marian López Fernández Cao presidenta de dicha asociación desde 2012 hasta 2017, Ana Martínez Collado, Patricia Mayayo, Margarita Aizpuru.

## Notables historiadoras del arte
| Name                               | Nationality        | Dates                                                              | Specialization                                                             | Profession                                                                          |
| ---------------------------------- | ------------------ | ------------------------------------------------------------------ | -------------------------------------------------------------------------- | ----------------------------------------------------------------------------------- |
| Margarita Aizpuru                  | Spanish            |                                                                    | Contemporary Art, feminism and Gender                                      | Art historian, Curator                                                              |
| Svetlana Alpers                    | American           | 1936                                                               | Dutch Golden Age Painting                                                  | Art historian                                                                       |
| Paola Antonelli                    | Italian            | 1963                                                               | Modern Art, Design                                                         | Curator                                                                             |
| Doula Mouriki                      | Greek              | 1934 - 1991                                                        | Byzantinologist, Historian of Art                                          | Professor                                                                           |
| Caroline Arscott                   | English            | Victorian art, 19th century art                                    | Art historian                                                              |                                                                                     |
| Dore Ashton                        | American           | 1928                                                               | Modern Art, Contemporary Art                                               | Writer, professor, art critic                                                       |
| Nurhan Atasoy                      | Turkish            | 1934                                                               | Ottoman art and architecture                                               | Art historian                                                                       |
| Mieke Bal                          | Dutch              | 1946                                                               | Modern Art, Contemporary Art                                               | Cultural theorist, video artist                                                     |
| Anna Banti                         | Italian            | 1895–1985                                                          | Italian Baroque, female artists                                            | Writer, art historian, art critic, translator                                       |
| Ruth Barnes                        | British            | 1956                                                               | Material culture, South and Southeast Asian Textiles                       | Art historian, curator                                                              |
| Wendy Beckett (aka 'Sister Wendy') | British            | 1930                                                               | Catholic art                                                               | Art historian, Catholic nun                                                         |
| Mary Berenson                      | American           | 1864–1945                                                          |                                                                            |                                                                                     |
| Laurence Bertrand Dorléac          | French             | 1957                                                               | Modern and contemporary                                                    | Art historian, professor, curator                                                   |
| Margarete Bieber                   | German             | 1879–1978                                                          | Theatre, sculpture, and clothing of ancient Rome and Greece                | Art historian, professor                                                            |
| Gertrud Bing                       | German             | 1892–1964                                                          |                                                                            |                                                                                     |
| Jean Sutherland Boggs              | Canadian           | 1922                                                               | Nineteenth-century French art, Degas                                       | Curator, art historian, and first female director of the National Gallery of Canada |
| Evelina Borea                      | Italian            | 1931                                                               | Italian art history                                                        |                                                                                     |
| Rocío de la Villa                  | Spanish            | 1959                                                               | Contemporary art, feminism and gender                                      | Professor and curator                                                               |
| Adelyn Dohme Breeskin              | American           | 1896–1986                                                          | works by Mary Cassatt                                                      | curator, museum director, and art historian at Baltimore Museum of Art              |
| Anita Brookner                     | English            | 1936                                                               |                                                                            |                                                                                     |
| Lillian Browse                     | British            | 1906–2005                                                          | Art dealer, art historian                                                  |                                                                                     |
| Coosje van Bruggen                 | Dutch-American     | 1942–2009                                                          | Artist, art historian                                                      |                                                                                     |
| Anneliese Bulling                  | German, American   | 1900–2004                                                          | Sinologist, Chinese Art and Arch.                                          | Art lecturer, art historian                                                         |
| Teresa Gisbert Carbonell           | Bolivian           | 1926                                                               | Andean art history                                                         | Art historian                                                                       |
| Mary Ann Caws                      | American           | 1933                                                               | Modern Art, Contemporary art                                               | Author, literary critic, art historian                                              |
| Betty Churcher                     | Australian         | 1931–2015                                                          | Art historian, first female director of the National Gallery of Australia) |                                                                                     |
| Mildred Constantine                | American           | 1913–2008                                                          | Poster Art, Graphic Design                                                 | Art historian and curator at Museum of Modern Art in the 1950s and 1960s            |
| Lynne Cooke                        | Australian         | Modern art, Contemporary art                                       | Curator                                                                    |                                                                                     |
| Anne d'Harnoncourt                 | American           | 1943–2008                                                          | Curator, and Director of the Philadelphia Museum of Art                    |                                                                                     |
| Leah Dickerman                     | American           | Modern art, Contemporary art                                       | Curator, art historian                                                     |                                                                                     |
| DilkeEmilia, Lady Dilke            | English            | 1840–1904                                                          |                                                                            |                                                                                     |
| Joan Evans                         | British            | 1893–1977                                                          | Art historian                                                              |                                                                                     |
| Antje von Graevenitz               | German             | 1940-                                                              | Art historian, Art critic                                                  |                                                                                     |
| Paula Harper                       | American           | 1930-2012                                                          | Feminist art, Pissarro, contemporary art                                   | Art historian, art critic, art lecturer, author                                     |
| Ursula Hoff                        | German, Australian | 1909–2005                                                          |                                                                            |                                                                                     |
| Meike Hoffmann                     | German             | 1962                                                               |                                                                            |                                                                                     |
| Michael Ann Holly                  | American           | Historiography of Art History                                      | Art historian                                                              |                                                                                     |
| Amelia Jones                       | American           | 1961                                                               |                                                                            |                                                                                     |
| Charlotte Klonk                    | German             | Modern Art, Contemporary Art, Museology                            | Art historian                                                              |                                                                                     |
| Rosalind Krauss                    | American           | 1941                                                               |                                                                            |                                                                                     |
| Annette Lemieux                    | American           | 1957-present                                                       | Contemporary art                                                           | Professor, artist                                                                   |
| Samella Lewis                      | American           | 1924                                                               | African-American art                                                       | Art historian, art critic, and artist (printmaker)                                  |
| Lucy Lippard                       | American           | 1937                                                               | Contemporary Art                                                           | Art critic, curator                                                                 |
| Marian López Fernández Cao         | Spanish            | 1964                                                               | Art, art therapy and feminism                                              | Professor                                                                           |
| Ana Martínez Collado               | Spanish            | 1961                                                               | Art theoric, feminism and Aesthetic                                        | Professor and curator                                                               |
| Patricia Mayayo                    | Spanish            | 1967                                                               | Contemporary Art, feminism and Gender                                      | Art Historian                                                                       |
| Jennifer Montagu                   | British            | 1931                                                               | Italian Baroque sculpture                                                  | Art historian                                                                       |
| Claudia Müller-Ebeling             | German             | 1956                                                               |                                                                            |                                                                                     |
| Laura Mulvey                       | English            | 1941                                                               | feminist film theorist                                                     |                                                                                     |
| Mika Natif                         | Israeli            | Islamic painting: Central Asia, Iran, India, and the Mediterranean | Art historian                                                              |                                                                                     |
| Sirarpie Der Nersessian            | Armenian           | 1896-1989                                                          | Armenian and Byzantine studies                                             | Art Historian and Museum Director                                                   |
| Linda Nochlin                      | American           | 1931                                                               | Art historian                                                              |                                                                                     |
| Lotte Brand Philip                 | German             | 1910–1986                                                          |                                                                            |                                                                                     |
| Griselda Pollock                   | English/Canadian   | 1949–                                                              |                                                                            |                                                                                     |
| Elizabeth Prettejohn               | American           | 1961–                                                              | Victorian Art, Pre-Raphaelites                                             | Art historian, Professor, curator, author                                           |
| Arlene Raven                       | American           | 1944–2006                                                          | Feminist art movement in the United States                                 | Art historian, art critic, and founder of the Los Angeles Woman's Building)         |
| Hilla Rebay                        | 1890-1967          |                                                                    |                                                                            |                                                                                     |
| Trina Robbins                      | American           | 1938–2024                                                          | History of comics                                                          | Artist and writer                                                                   |
| Barbara Rose                       | American           | 1938                                                               |                                                                            |                                                                                     |
| Anda Rottenberg                    | Polish             | 1944–                                                              |                                                                            |                                                                                     |
| Johanna Schopenhauer               | German             | 1766–1838                                                          | Artist, author                                                             |                                                                                     |
| Nada Shabout                       | American           | 1962                                                               | Modern Iraqi art                                                           | Art historian                                                                       |
| Kaja Silverman                     | American           | 1947–                                                              | Film theorist, art historian                                               |                                                                                     |
| Alessandra Silvestri-Levy          | Brazilian          | 1900s–                                                             | Producer and witer                                                         |                                                                                     |
| Barbara Maria Stafford             | American           | Art historian                                                      |                                                                            |                                                                                     |
| Kate Steinitz                      | German-American    | 1889–1975                                                          | Artist, art historian                                                      |                                                                                     |
| Kristine Stiles                    | American           | 1947–                                                              | Art historian, curator                                                     |                                                                                     |
| Margaret Stokes                    | Irish              | 1832–1900                                                          | Antiquarian                                                                |                                                                                     |
| Marilyn Stokstad                   | American           | 1929–                                                              |                                                                            |                                                                                     |
| Mary Hamilton Swindler             | American           | 1884–1967                                                          |                                                                            |                                                                                     |
| Ann Temkin                         | American           |                                                                    |                                                                            |                                                                                     |
| Dorothy Burr Thompson              | American           | 1900–2001                                                          |                                                                            |                                                                                     |
| Erica Tietze-Conrat                | Austrian, American | 1883–1958                                                          | Contemporary Viennese Art, Renaissance art, the Venetian school            | Academic lecturer                                                                   |
| Marjorie Tipping                   | Australian         | 1917–2009                                                          | Historian                                                                  |                                                                                     |
| Jocelyn Toynbee                    | English            | 1897–1985                                                          |                                                                            |                                                                                     |
| Marcia Tucker                      | American           | 1940–2006                                                          |                                                                            |                                                                                     |
| Cecylia Vetulani                   | Polish             | 1908–1980                                                          |                                                                            |                                                                                     |
| Anne Wagner                        | American           | 1949-                                                              | Modern and contemporary art                                                | Art historian, Professor emerita                                                    |
| Renate Wagner-Rieger               | Austrian           | 1921–1980                                                          | Architecture, historicism                                                  | Academic lecturer                                                                   |
| Evelyn Welch                       |                    |                                                                    |                                                                            |                                                                                     |
| Edith Wharton                      | American           | 1862–1937                                                          | Architecture                                                               | Writer                                                                              |
| Margaret Whinney                   | English            | 1897–1975                                                          | English art history                                                        | Academic lecturer                                                                   |
| Sylvia Williams                    | American           | 1936–1996                                                          | African art                                                                | Curator, museum director                                                            |
| Sarah Wilson                       | English            |                                                                    |                                                                            |                                                                                     |
| Rachel Wischnitzer                 | German             | 1885–1989                                                          | Jewish art history                                                         | architect, art historian                                                            |
| Margot Wittkower                   | German-American    | 1902-1995                                                          | Neo-Palladian Architecture, Italian Renaissance, Baroque                   | Writer, Interior Design                                                             |
| Joanna Woodall                     | British            | Portraiture, Netherlandish Art                                     |                                                                            |                                                                                     |
| Mary Woodall                       | British            | 1901–1988                                                          | Thomas Gainsborough scholar                                                | Museum director, curator                                                            |
| Frances Yates                      | English            | 1899–1981                                                          | Renaissance                                                                |                                                                                     |
| Stefania Zahorska                  | Polish             | 1890–1961                                                          | Polish prosaist                                                            |                                                                                     |